# Istočno Sarajevo
Istočno Sarajevo (Servisch: Источно Сарајево; voor Oost-Sarajevo) is een 'stad' (strikt genomen geen echte stad maar een gebied dat uit meerdere kleinere steden, dorpen en een paar wijken van het vooroorlogse Sarajevo bestaat) in de Servische Republiek in Bosnië en Herzegovina.
Istočno Sarajevo telt 90.000 inwoners (2004). De oppervlakte bedraagt 1450 km², de bevolkingsdichtheid is 62,1 inwoners per km².
De volgende gemeenten maken deel uit van Oost-Sarajevo :
- Istočna Ilidža (16.754 inwoners)
- Istočno Novo Sarajevo (9.129 inwoners)
- Istočni Stari Grad (3.185 inwoners)
- Pale (25.000 inwoners)
- Sokolac (15.500 inwoners)
- Trnovo (Servische Republiek) (1.642 inwoners)